# 智利國家航空210號班機空難
智利國家航空210號班機空難是一趟班机于1961年4月3日在安地斯山脈坠毁。班机上共有24人遇难，其中包括8名职业足球运动员和2名Green Cross俱乐部教练员。本次空难是当时智利最为严重的航空事故。
本次航班是一班从卡斯特罗市飞往聖地牙哥，但班機于1961年4月3日在安地斯山失蹤。飞机型号为道格拉斯DC-3型客机。
2015年2月，飞机殘骸在智利安第斯山發現，此时已是飞机坠毁54年后。